# Ernst Hauswedell
Ernst Ludwig A. Hauswedell (* 3. September 1901 in Hamburg; † 2. November 1983 ebenda) war ein deutscher Verleger, Antiquar und Kunsthändler.

## Leben

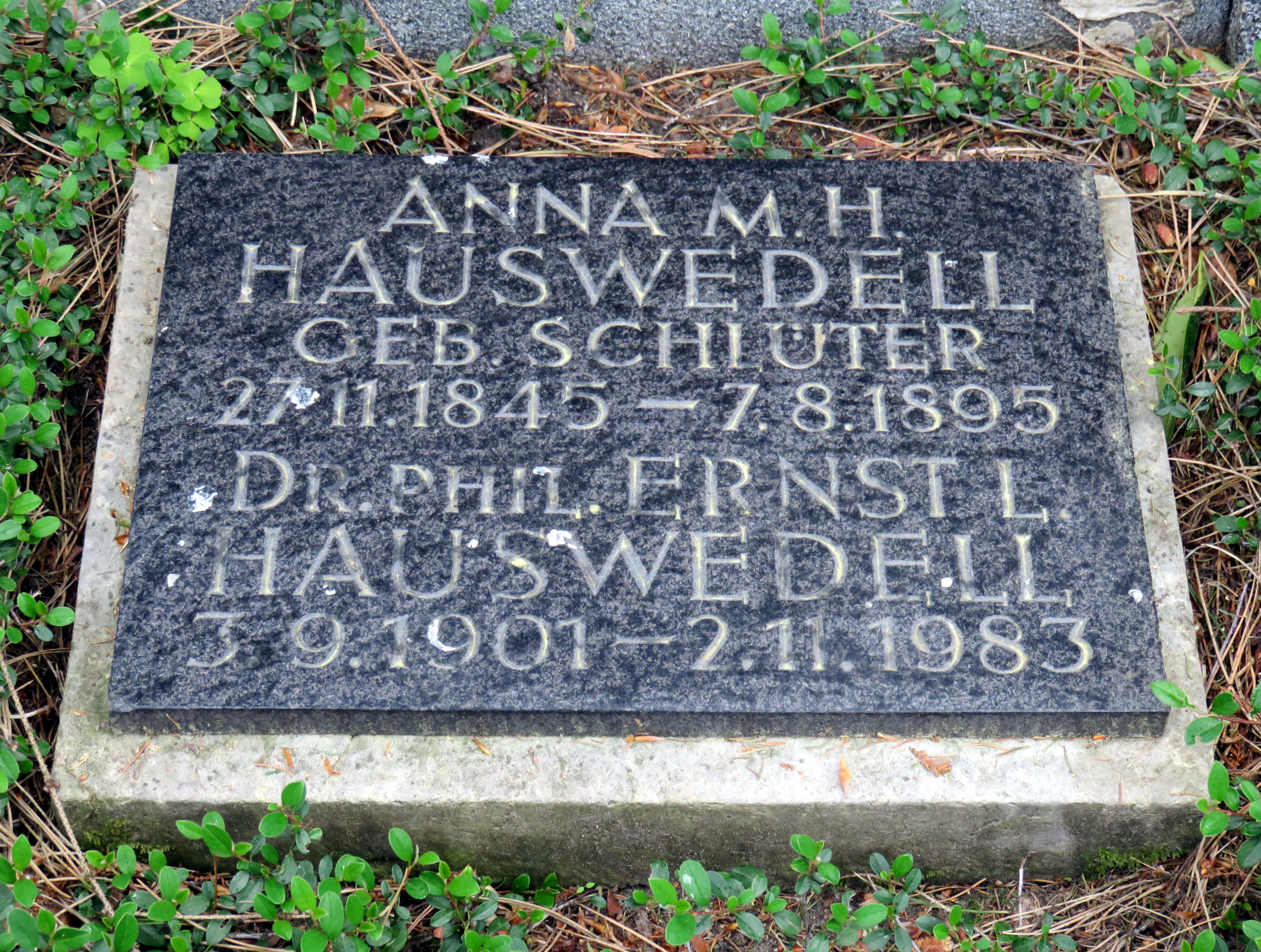
Kissenstein für Ernst L. Hauswedell auf dem Friedhof Ohlsdorf

Hauswedell studierte an den Universitäten Freiburg, Hamburg und München und promovierte 1924 zum Dr. phil. Nach Tätigkeit bei einer Bank gründete er 1927 gemeinsam mit Kurt Saucke und Rudolf Hartung in Hamburg den von Siegfried Buchenau geführten Verlag Der Deutsche Buch-Club, dem er 1930 ein Antiquariat anschloss. Der Buch-Club und dessen angegliedertes Antiquariat gingen 1935 in Hauswedells eigener Firma auf. In dem Verlag Hauswedell erschienen mehrere Schriften für Buch- und Kunstsammler. Neben seinem Hamburger Antiquariat und Auktionshaus – das in den 1950er-Jahren zu einem der führenden Auktionshäuser für wertvolle Bücher und Grafiken avancierte, seit 1. Januar 1969 Hauswedell & Nolte hieß und unter diesem Namen bis 2015 weiterbestand, führte Hauswedell zudem von 1963 bis 1974 in Baden-Baden eine Galerie mit Ausstellungen zeitgenössischer Kunst.
Ernst Hauswedell 1981

Foto: Renate Raecke

Link zum Bild

(Bitte Urheberrechte beachten)
Hauswedell wirkte maßgeblich an der Neugründung der Maximilian-Gesellschaft 1946 in Hamburg mit und war Vorsitzender der Vereinigung Deutscher Buchantiquare und Graphikhändler, die 1952 in den Verband Deutscher Antiquare e. V. überführt wurde.
Ernst L. Hauswedell, ein passionierter Angler, wurde in Hamburg auf dem Ohlsdorfer Friedhof im Bereich der Familiengrabstätte im Planquadrat AC 11 südöstlich der Kapelle 8 nahe der Norderstraße beigesetzt.

## Ehrungen
- 1966: Großes Verdienstkreuz der Bundesrepublik Deutschland
- 1974: Medaille für Kunst und Wissenschaft der Freien und Hansestadt Hamburg
- 1981: Biermann-Ratjen-Medaille

## Veröffentlichungen (Auswahl)
- Ernst Hauswedell: Fischbücher aus fünf Jahrhunderten. 1964. (Sammlung mit 198 Nummern).[6]
- Ernst Hauswedell: Buchkunst und Literatur in Deutschland. Band 1: Texte. Maximilian-Gesellschaft, Hamburg 1977, ISBN 3-921743-16-8.
- Ernst Hauswedell: Buchkunst und Literatur in Deutschland. Band. 2: Abbildungen. Maximilian-Gesellschaft, Hamburg 1977, ISBN 3-921743-17-6.
- Ernst Hauswedell: Heinrich Mann: Briefe an Ludwig Ewers. Aufbau, Berlin 1980.
- Ernst Hauswedell: Ein Arbeitsbericht 1927–1981. Hamburg 1981, ISBN 3-7762-0214-9.
- Ernst Hauswedell, Harro Kieser: Die Maximilian-Gesellschaft. Ausstellungskatalog. Buchhändler-Vereinigung, Frankfurt am Main 1981, ISBN 3-7657-1038-5.